# Campionati del mondo di mountain bike 2009
I Campionati del mondo di mountain bike 2009 (en.: 2009 UCI Mountain Bike & Trials World Championships), ventesima edizione della competizione, furono disputati a Canberra, in Australia, tra il 1° e il 6 settembre.
Fu la seconda volta che si tennero in Australia (la prima edizione era stata quella di Cairns 1996) e la terza in Oceania (l'altra edizione era stata quella di Rotorua 2006, in Nuova Zelanda).

## Eventi
Si gareggiò in tre discipline della mountain bike, cross country, downhill e four-cross, e nel trial (20 e 26 pollici). Tutte le gare si tennero sul Monte Stromlo.

### Cross country
Martedì 1º settembre
- 14:30 Staffetta a squadre, 25,9 km

Mercoledì 2 settembre
- 10:30 Donne Junior, 19,41 km
- 14:00 Donne Under 23, 25,88 km

Giovedì 3 settembre
- 10:30 Uomini Junior, 32,35 km

Venerdì 4 settembre
- 14:00 Uomini Under-23, 38,82 km

Sabato 5 settembre
- 10:00 Donne Elite, 32,35 km
- 14:00 Uomini Elite, 45,29 km

### Downhill
Domenica 6 settembre
- 10:30 Donne Junior, 2,1 km
- 10:30 Uomini Junior, 2,1 km
- 12:45-13:45 Donne Elite, 2,1 km
- 13:45-15:45 Uomini Elite, 2,1 km

### Four-cross
Venerdì 4 settembre
- 13:00 Donne
- 14:00 Uomini

### Trials
Venerdì 4 settembre
- 10:15-15:15 Donne 20"/26"

Sabato 5 settembre
- 10:30-12:00 Uomini Junior 20"
- 14:30-16:00 Uomini Elite 20"

Domenica 6 settembre
- 12:10-13:40 Uomini Junior 26"
- 13:50-12:20 Uomini Elite 26"

## Medagliere
Medagliere finale
| Pos.   | Nazione       | Oro | Argento | Bronzo | Totale |
| ------ | ------------- | --- | ------- | ------ | ------ |
| 1      | Francia       | 3   | 4       | 2      | 9      |
| 2      | Australia     | 2   | 1       | 2      | 5      |
| 3      | Italia        | 2   | 0       | 0      | 2      |
| 4      | Svizzera      | 1   | 1       | 3      | 5      |
| 5      | Sudafrica     | 1   | 1       | 1      | 3      |
| 5      | Regno Unito   | 1   | 1       | 1      | 3      |
| 7      | Polonia       | 1   | 0       | 0      | 1      |
| 7      | Nuova Zelanda | 1   | 0       | 0      | 1      |
| 7      | Russia        | 1   | 0       | 0      | 1      |
| 10     | Stati Uniti   | 0   | 1       | 3      | 4      |
| 11     | Canada        | 0   | 1       | 0      | 1      |
| 11     | Portogallo    | 0   | 1       | 0      | 1      |
| 11     | Norvegia      | 0   | 1       | 0      | 1      |
| 11     | Svezia        | 0   | 1       | 0      | 1      |
| 15     | Rep. Ceca     | 0   | 0       | 1      | 1      |
| Totale | Totale        | 13  | 13      | 13     | 39     |

## Sommario degli eventi
| Eventi                       | Oro                                              | Tempo                     | Argento                                | Tempo   | Bronzo                                                  | Tempo   |
| Cross country                |                                                  |                           |                                        |         |                                                         |         |
| Uomini Elite dettagli        | Nino Schurter Svizzera                           | 2h04'39" Media 21,80 km/h | Julien Absalon Francia                 | a 3"    | Florian Vogel Svizzera                                  | a 58"   |
| Uomini Under-23 dettagli     | Burry Stander Sudafrica                          | 1h47'26" Media 21,68 km/h | Alexis Vuillermoz Francia              | a 1'21" | Thomas Litscher Svizzera                                | a 2'46" |
| Uomini Junior dettagli       | Gerhard Kerschbaumer Italia                      | 1h31'01" Media 21,33 km/h | Ricardo Reis Marinheiro Portogallo     | a 1'19" | Reto Indergand Svizzera                                 | a 1'34" |
| Donne Elite dettagli         | Irina Kalent'eva Russia                          | 1h43'20" Media 18,78 km/h | Lene Byberg Norvegia                   | a 13"   | Willow Koerber Stati Uniti                              | a 52"   |
| Donne Under-23 dettagli      | Aleksandra Dawidowicz Polonia                    | 1h35'31" Media 18,37 km/h | Alexandra Engen Svezia                 | a 1'13" | Julie Bresset Francia                                   | a 2'31" |
| Donne Junior dettagli        | Pauline Ferrand-Prévot Francia                   | 1h05'23" Media 17,81 km/h | Michelle Hediger Svizzera              | a 33"   | Candice Neethling Sudafrica                             | a 1'06" |
| Staffetta a squadre dettagli | Italia Fontana, Kerschbaumer, Lechner, Cominelli | 1h14'02" Media 20,99 km/h | Canada Gagne, Kabush, Guthrie, Pendrel | a 6"    | Francia Vuillermoz, Céd. Ravanel, Drechou, Céc. Ravanel | a 8"    |
| Downhill                     |                                                  |                           |                                        |         |                                                         |         |
| Uomini Elite dettagli        | Steve Peat Regno Unito                           | 2'30"30 Media 50,289 km/h | Greg Minnaar Sudafrica                 | a 0"10  | Mick Hannah Australia                                   | a 0"70  |
| Uomini Junior dettagli       | Brook Macdonald Nuova Zelanda                    | 2'36"50 Media 48,309 km/h | Shaun O'Connor Australia               | a 1"20  | Danny Hart Regno Unito                                  | a 2"30  |
| Donne Elite dettagli         | Emmeline Ragot Francia                           | 2'50"00 Media 35,23 km/h  | Tracy Moseley Regno Unito              | a 2"50  | Kathy Pruitt Stati Uniti                                | a 4"90  |
| Donne Junior dettagli        | Anaïs Pajot Francia                              | 3'11"90 Media 39,393 km/h | Julie Berteaux Francia                 | a 4"40  | Holly Baarspul Australia                                | a 8"30  |
| Four-cross                   |                                                  |                           |                                        |         |                                                         |         |
| Uomini dettagli              | Jared Graves Australia                           |                           | Romain Saladini Francia                |         | Jakub Riha Rep. Ceca                                    |         |
| Donne dettagli               | Caroline Buchanan Australia                      |                           | Jill Kintner Stati Uniti               |         | Melissa Buhl Stati Uniti                                |         |

| Eventi                     | Oro                                       | Penalità  | Argento                                                | Penalità | Bronzo                                    | Penalità |
| Trials                     |                                           |           |                                                        |          |                                           |          |
| Uomini Elite 26" dettagli  | Gilles Coustellier Francia                | 14 p.ti   | Kenny Belaey Belgio                                    | 14       | Vincent Hermance Francia                  | 18       |
| Uomini Elite 20" dettagli  | Benito Ros Spagna                         | 19,5 p.ti | Rafal Kumorowski Polonia                               | 33       | Loris Braun Svizzera                      | 42       |
| Uomini Junior 26" dettagli | Joe Oakley Regno Unito                    | 33 p.ti   | Abel Mustieles Garcia Spagna                           | 35       | Rafael Tibau Roura Spagna                 | 37,5     |
| Uomini Junior 20" dettagli | Abel Mustieles Garcia Spagna              | 24 p.ti   | Ion Areitio Aguirre Spagna                             | 31       | Roderique Timellini Belgio                | 34       |
| Donne dettagli             | Karin Moor Svizzera                       | 4 p.ti    | Julie Pesenti Francia                                  | 9        | Gemma Abant Condal Spagna                 | 34       |
| Squadre dettagli           | Spagna Mustieles, Ros, Abant, Tibau, Diaz | 490       | Francia Aglae, Fontenoy, Pesenti, Grenier, Coustellier | 470      | Belgio Timellini, Belaey, Massart, Belaey | 444      |